# Alsónémedi, Pesta
Alsónémedi  este un sat în districtul Gyál, județul Pesta, Ungaria, având o populație de 4.940 de locuitori (2011). 

## Demografie
Componența etnică a satului Alsónémedi
     Maghiari (96,89%)
     Români (1,27%)
     Necunoscut (0,35%)
     Alții (1,49%)
Componența confesională a satului Alsónémedi
     Romano-catolici (38,08%)
     Reformați (30,93%)
     Fără religie (7,75%)
     Necunoscută (21,5%)
     Alte religii (3,26%)
Conform recensământului din 2011, satul Alsónémedi avea 4.940 de locuitori. Din punct de vedere etnic, majoritatea locuitorilor (96,89%) erau maghiari, cu o minoritate de români (1,27%). Apartenența etnică nu este cunoscută în cazul a 0,35% din locuitori. Nu există o religie majoritară, locuitorii fiind romano-catolici (38,08%), reformați (30,93%) și persoane fără religie (7,75%). Pentru 21,5% din locuitori nu este cunoscută apartenența confesională.